# Trinidad Morgades Besari

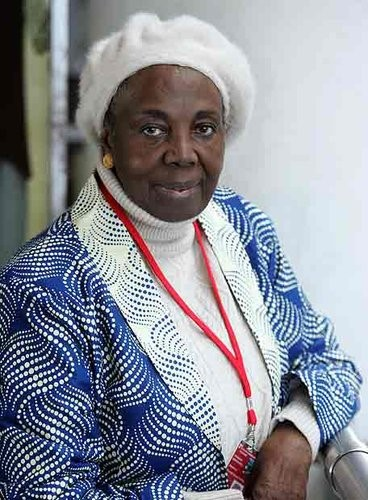
Trinidad Morgades Besari

Trinidad Morgades Besari (geb. 24. April 1931 in Malabo; gest. 10. Oktober 2019) war eine Schriftstellerin aus Äquatorialguinea. Sie war eine wichtige Intellektuelle und die erste Frau aus Äquatorialguinea, die einen Universitätsabschluss erwerben konnte. Sie war Spezialistin für español ecuatoguineano, das in Äquatorialguinea gesprochene Spanisch, sowie für andere einheimische Sprachen.

## Leben
Besari wurde am 24. April 1931 in Malabo auf Bioko der Hauptstadt des damaligen Spanisch-Guinea geboren. Sie erhielt ihre Ausbildung auf den Kanaren und in Barcelona (Spanien) 1954 ging sie an die Universität Barcelona, an die Fakultät für Philosophie und Geisteswissenschaften. Sie war die erste Frau aus Äquatorialguinea, die höhere Studien absolvierte, und erwarb 1958 einen Abschluss in Philosophie und Geisteswissenschaften (Letras) mit einer Arbeit über «Shakespeare y Lope de Vega, en su época» (Shakespeare und Lope de Vega in ihrer Epoche). Im folgenden Jahr, 1959, ging sie als Professorin für Sprache und Literatur nach Malabo (Instituto Nacional de Enseñanza Media Rey Malabo). 1964 wurde sie abgesandt als Unterstützung bei der Konferenz der Internationale Arbeitsorganisation in Addis Abeba (Äthiopien) und 1965 wurde sie eine der Leiterinnen des Institut Cardenal Cisneros.
Die Unabhängigkeit Äquatorialguineas wurde am 12. Oktober 1968 offiziell proklamiert. Die spanischen Truppen zogen sich schrittweise ab Anfang 1969 zurück und verließen Bioko am 5. April. Im Zuge der Unabhängigkeit und der Schaffung des neuen Staates Äquatorialguinea wurde sie als erste Botschaftssekretärin der Botschaft von Äquatorialguinea in Lagos (Nigeria) ernannt, später zur Kultur-Attachée befördert und 1971 als Botschafterin an die Botschaft in Addis Abeba entsandt.
Einige Jahre später schuf der gewählte Präsident Francisco Macías Nguema ein autoritäres Regime. 1972 erklärte er sich zum „Präsidenten auf Lebenszeit“, Premierminister, Justizminister und Finanzminister. In den Spannungen, die sich entwickelten, wurde der Bruder von Trinidad Morgades Besari, Manuel Morgades Besari, ein Politiker und Senator, ermordet. Aufgrund des Verbrechens beschloss Besari 1973 nach Spanien zurückzukehren, zumal sich dort zu der Zeit die Transition zur parlamentarischen Monarchie vollzog, beschleunigt durch den Tod von General Francisco Franco. Die spanische Regierung entsandte sie nach Tétouan in Marokko als Professorin für Literatur am Collège Misionera Franciscanas. 1975 übernahm sie eine Professur für Englisch und Literatur am Instituto Reyes Católicos in Vélez-Málaga.
Im August 1979 wurde Präsident Macías gestürzt. Der oberste Militärrat löste sich im Oktober 1982 auf und es wurden 1983 freie Wahlen durchgeführt. 1986 kehrte Besari erneut in ihr Heimatland zurück und wurde zur Generalsekretärin der Universidad Nacional de Educación a Distancia (UNED) ernannt. 1988 wurde sie zur Generalsekretärin des Consejo de Investigaciones Científicas de Guinea Ecuatorial (CICGE, Wissenschaftlicher Rat von Äquatorialguinea) ernannt. 1992 wurde sie Direktorin der Escuela Nacional de Agricultura (ENA, Nationale Schule für Landwirtschaft), sowie der Escuela de Agricultura, Pesca y Forestal (Schule für Landwirtschaft, Fischerei und Wälder).
2000 wechselte sie zur Presse und wurde Direktorin der Zeitschrift El Correo Guineoecuatoriano. 2003 wurde sie als Präsidentin der Asociación de la Prensa de Guinea Ecuatorial (ASOPGE, Presseverband von Äquatorialguinea) gewählt. Am 4. November 2003 richtete sie in dieser Funktion einen Brief an die Minister für Information und für Nationale Sicherheit und forderte die Freilassung eines Journalisten, eines Korrespondenten von Agence France-Presse und von Radio France Internationale, der am Vorabend verhaftet worden war. In dem Brief wies sie darauf hin, dass „der Freiheitsentzug eines Journalisten die Ausübung der Pressefreiheit beeinträchtigt und die Informationsfreiheit im Land behindert“ („la privation de liberté d'un journaliste nuit à l'exercice de la liberté de presse et entrave la liberté de l'information dans le pays“). Dieser Brief führte zu Reaktionen weiterer Mitglieder der ASOPGE, die der Regierung gegenüber versöhnlicher argumentierten, woraufhin Besari ihre Präsidentschaft des Presseverbands niederlegte.
2005 wurde sie zur Vizerektorin der Universidad Nacional de Guinea Ecuatorial (UNGE) ernannt. 2009 wurde sie zur akademischen Korrespondentin der Real Academia Española. In ihrem Werk hat sie gezeigt, dass sie der Hispanidad verbunden ist, die es ihrem Land ermöglicht, in ein größeres politisches, wirtschaftliches und kulturelles Ganzes integriert zu werden. Die Verwendung der spanischen Sprache zusammen mit den Bantu- und Kreolsprachen Äquatorialguineas (Bubi, Fá d’Ambô, Fang, Ndowe und Krio) versteht sie als zusätzliche Bereicherung und als Element des Zusammenhalts. 2010, im Alter von 79 Jahren, legte sie ihre Ämter in der UNGE nieder.
Trinidad Morgades Besari verstarb am 10. Oktober 2019 in Malabo im Alter von 88 Jahren.

## Werke
1991 veröffentlichte Trinidad Morgades Besari das Drama Antigona.
Sie schuf eine Neuinterpretation der griechischen Tragödie von Sophokles, indem sie den Akzent auf die Rebellion und den Willen der weiblichen Heldin legte. Das Stück wird verlegt nach Afrika, in Äquatorialguinea während des Regimes von Macias Nguema.
- La puesta en escena de Antigona. In: El Patio. 15: 23–24. Malabo 2004.
- El español en Guinea Ecuatorial. 2004.
- Los criollos de Guinea Ecuatorial: El árbol del Centro. 5: 31–32. Malabo 2007.
- Diccionario Español-Fang. 2014.
- Introducción al pidgin de Guinea Ecuatorial. 2016.

## Auszeichnungen
- Prix Don Quichotte 2010 der Gaceta de Guinée Équatoriale.